# 雷瓦河

雷瓦河水系

雷瓦河（英語：Rewa River）是太平洋島國斐濟的河流，位於该国最大島嶼維提島上，是該國河道最闊的河流，發源自斐濟最高峰托馬尼維山，河道全長145公里，流域面積約維提島的三分之一。